# Bawitius
Bawitius bartheli
Genre
Genre
Bawitius est un genre fossile de grands polyptéridés ayant vécu durant l'étage Cénomanien du Crétacé supérieur dans ce qui est aujourd'hui l'Afrique du Nord. Une seule espèce est connue, Bawitius bartheli, d'abord décrite en 1984 comme une espèce de Polypterus, avant d'être déplacée en 2012 dans un genre distinct spécialement érigé pour elle. Ce genre, initialement connu à partir d'un unique spécimen découvert dans la formation Bahariya en Égypte, a désormais trois collections de fossiles référencés dans Paleobiology Database. 

## Description
Comparé aux polyptéridés modernes, Bawitius est de grande taille : l'ectoptérygoïde de l'holotype de Bawitius est cinq fois plus grand que celui de Polypterus et les écailles sont également inhabituellement grandes. Ces restes suggèrent que l'animal vivant pouvait mesurer jusqu'à 3 m de long.
La morphologie de Bawitius est suffisamment différente pour justifier son affectation à un nouveau genre distinct de Polypterus. Les caractéristiques uniques du genre sont, par exemple, un contact allongé antéro-postérieur entre le processus latéral et le maxillaire, un ectoptérygoïde haut et étroit et la présence de quatorze dents dans la rangée de dents principale.
Les écailles sont également différentes, outre la taille, de celles des polyptéridés modernes. Ces derniers présentent une couche de ganoine (en) discontinue, une forme rectiligne et de petits processus articulaires.

## Pertinence écologique
L'existence de polyptéridés radicalement différents tels que Bawitius et Serenoichthys (en) corrobore l'existence d'une variété de poissons polyptéridés dans les écosystèmes du Crétacé supérieur d'Afrique du Nord et du Brésil.

## Classification
Le genre Bawitius a été créé en 2012 par Barbara Smith Grandstaff (d), Joshua B. Smith (d), Matthew Carl Lamanna (d), Kenneth J. Lacovara (d) et Medhat Said Abdel-Ghani (d),.
L'espèce Bawitius bartheli a été initialement décrite en 1984 par le paléontologue allemand Stephan F. K. Schaal (d) sous le protonyme Polypterus bartheli,.